# Sienna (województwo dolnośląskie)

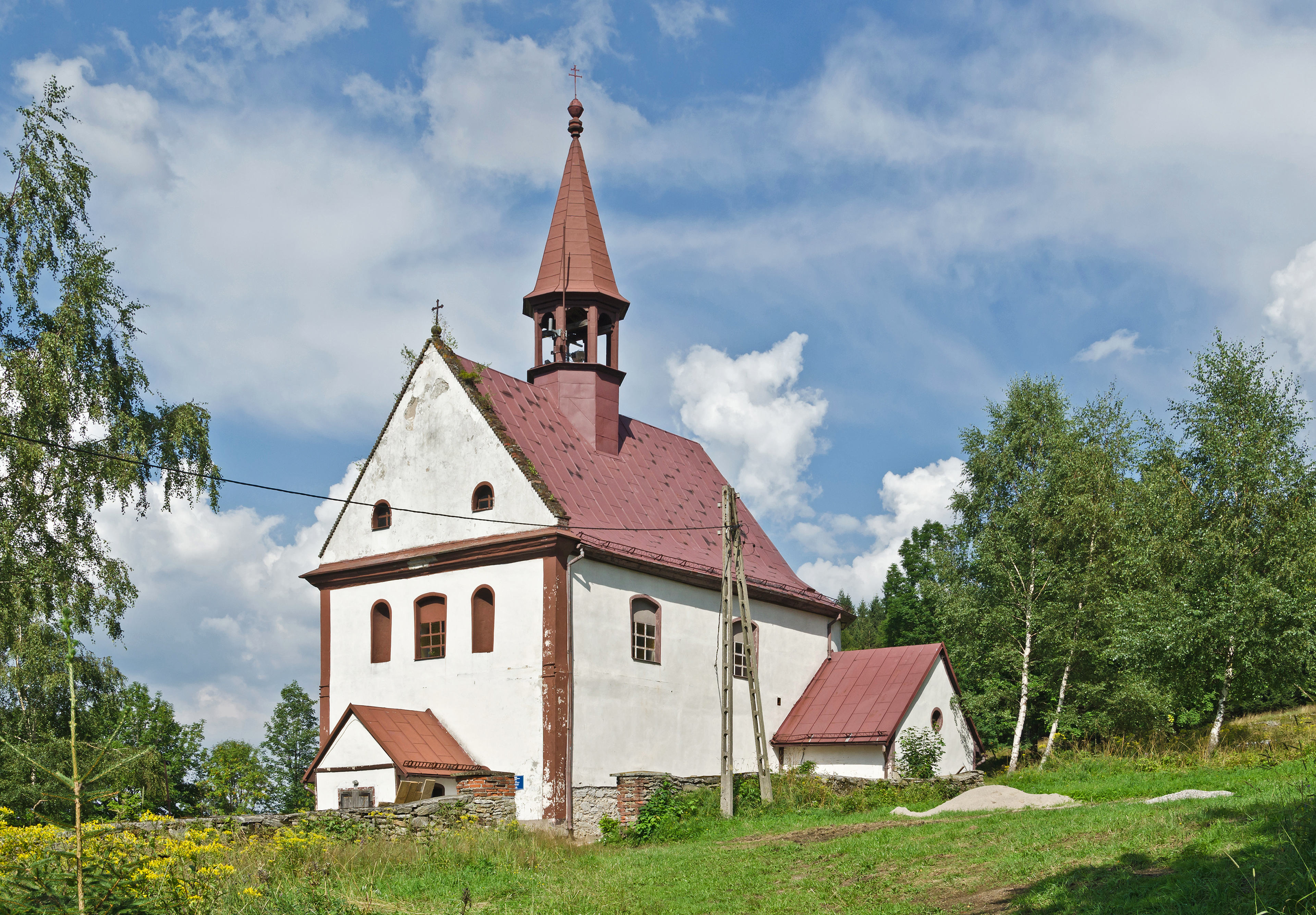
Kościół św. Michała Archanioła w Siennej

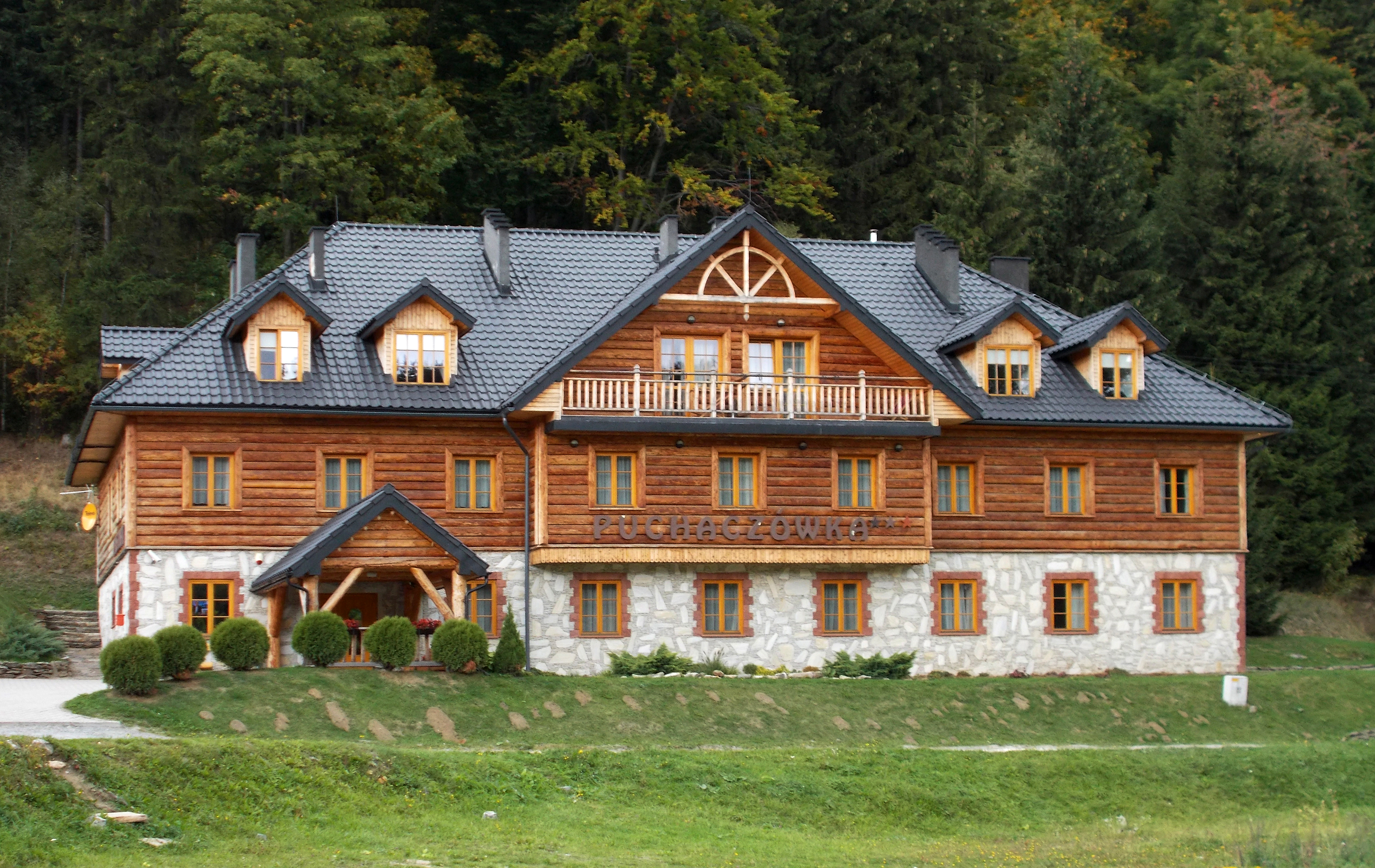
Pensjonat Puchaczówka w Siennej

Sienna (niem. Heudorf) – wieś w Polsce położona w województwie dolnośląskim, w powiecie kłodzkim, w gminie Stronie Śląskie w górnej części doliny Siennej Wody.

## Położenie
Sienna leży w górnej części doliny Czarnej Wody, pomiędzy Masywem Śnieżnika a Krowiarkami, na wysokości około 680–800 m n.p.m.

## Podział administracyjny
W latach 1975–1998 miejscowość administracyjnie należała do województwa wałbrzyskiego.

## Historia
Sienna powstała w drugiej połowie XVII wieku, kiedy w tym rejonie zakładano kopalnie. Przez ponad 100 lat należała do królewszczyzny, w roku 1838 została zakupiona przez Mariannę Orańską. W 1840 roku we wsi było 47 domów, w tym: szkoła katolicka, kościół, 2 młyny wodne, tartak, garbarnia, gospoda i wytwórnia potażu.

## Zabytki
Do wojewódzkiego rejestru zabytków wpisany jest:
- Kościół św. Michała Archanioła w Siennej, filialny z drugiej połowy XVIII wieku, przebudowany w XIX wieku. Jest to murowana budowla z półkolistym prezbiterium i sygnaturką na dachu[5]. Wewnątrz zachowało się sklepienie kolebkowe z resztkami polichromii i barokowe wyposażenie[1]. Przy kościele stoi kapliczka domkowa z końca XVIII wieku[5].

Inne zabytki:
- kapliczka z 1781 roku położona poniżej przełęczy Puchaczówka[5],
- domy mieszkalne z XIX wieku[5].